# Asipovičy
Asipovičy (bělorusky Асіповічы, rusky Осиповичи – Osipoviči) je město v Mohylevské oblasti v Bělorusku. K roku 2007 mělo zhruba pětatřicet tisíc obyvatel.

## Poloha a doprava
Centrum Asipovičů leží několik kilometrů jihozápadně od dálnice M5 z Minsku do Homelu (po které je v tomto úseku vedena také evropská silnice E271). Je vzdáleno přibližně padesát kilometrů severozápadně od Babrujsku.
Na druhé straně dálnice protéká řeka Svislač, přítok Bereziny v povodí Dněpru, která je zde přehrazena Asipovičskou přehradou.
Město je také železničním uzlem: vedou odsud koleje do Minsku, do Homelu, do Mohyleva a do Slucku.